# 阿爾布雷希特七世 (施瓦茨堡-魯多爾施塔特)
阿爾布雷希特七世（德語：Albrecht VII.，1537年1月16日—1605年4月10日），第一代施瓦茨堡-魯多爾施塔特伯爵，金特四十世的幼子，1572年至1605年在位。

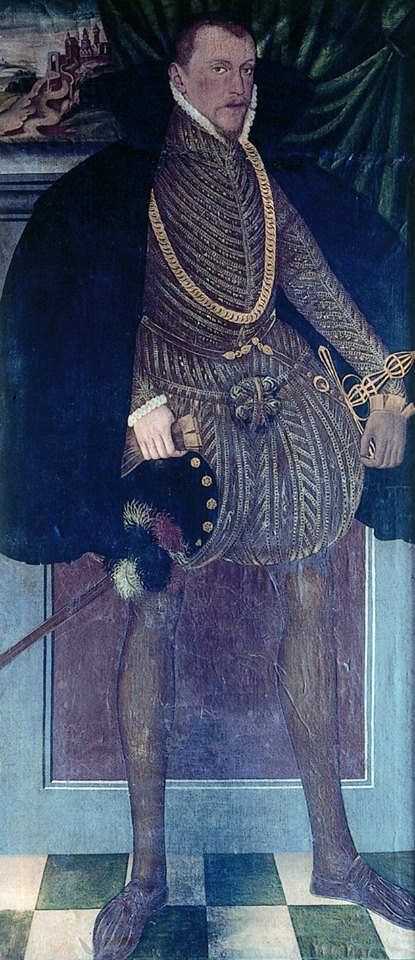

## 家庭
1575年，阿爾布雷希特與拿騷-迪倫堡的朱麗安娜結婚，兩人共有3子3女：
1. 卡爾·金特（1576年—1630年）
2. 索菲（1579年—1630年）
3. 瑪格達琳（1580年—1632年），羅伊斯的亨利二世伯爵夫人
4. 路德維希·金特（1581年—1646年）
5. 阿爾布雷希特·金特（德语：Albrecht Günther (Schwarzburg-Rudolstadt)）（1582年—1634年）
6. 安娜·希比爾（1584年—1623年），松德斯豪森的克里斯蒂安·金特一世伯爵夫人